# Les Passants (chanson)
Pour les articles homonymes, voir Les Passants.
 (avril 2018).
Singles de Zaz
Je Veux
(2011)
Pistes de ZAZ
Je Veux
Les Passants est une chanson de la chanteuse française Zaz contenue dans son premier album studio, Zaz.
Cette chanson ouvre son premier album et révèle l'appartenance de Zaz à la grande tradition française des « chanteurs à textes ». Elle est l'autrice du texte, à part le court refrain qui coïncide avec celui de l'ancien rondeau La P'tite Hirondelle.

## Utilisation dans la culture populaire
La chanson est présente dans le film américain L'Ombre d'Emily (2018) de Paul Feig.